# Hoppegarten (Müncheberg)
Hoppegarten ist ein Ortsteil der Stadt Müncheberg im Landkreis Märkisch-Oderland in Brandenburg.

## Lage
Das Dorf liegt westlich des Stadtzentrums und grenzt im Norden an die Gemeinde Waldsieversdorf und im Südosten an den weiteren Ortsteil Eggersdorf. Südwestlich befindet sich mit Schönfelde ein Ortsteil der Gemeinde Steinhöfel. Im östlichen Teil entspringt das Hoppegartener Fließ, das sich mit dem nördlich der Wohnbebauung verlaufenden Mühlengraben im südlich gelegenen Maxsee vereint und als Löcknitz schließlich in die Spree entwässert. Durch den Ort führt die Bundesstraße 1, die in West-Ost-Richtung verläuft.

## Geschichte und Etymologie

### 14. bis 16. Jahrhundert
Das Dorf (villa) wurde erstmals im Jahr 1352 als villam hoppegarden urkundlich erwähnt, als es vom Besitz des Markgrafen Ludwig der Römer zur Stadt Müncheberg kam. Sie erhielt außerdem die Ober- und Untergerichtsbarkeit sowie das Kirchenpatronat. Peter R. Rohrlach vermutet in seinem Historischen Ortslexikon für Brandenburg Teil VII Lebus, dass der Ort zuvor schon vom Markgrafen an die Stadt verlehnt worden war und im genannten Jahr in den Eigenbesitz kam. Der Name leitet sich vom Hopfenanbau ab, der bereits im 13. bis ins 19. Jahrhundert betrieben wurde. Im Jahr 1355 lebten in ville Hoppegarde ein Dorfschulze, außerdem gab es bereits eine Mühle. Die Fläche der Gemarkung wurde in den Dokumente nicht genannt, allerdings lagen sieben Hufen wüst. Im Jahr 1366 besaß der Schulze sechs Hufen „in allen Feldern“. Im Dorf czu hippegarde gab es weiterhin drei Kossäten und eine freie Schäferei. Erst im Jahr 1405 wurde die Größe des Dorfes mit 24 Hufen genannt, darunter vier Pfarrhufen. Demzufolge gab es im Ort Hoppegarte bereits eine Dorfkirche. Im Schossregister des Landes Lebus von 1460 erschienen die Mühle und der Schäfer, die jedoch als Besitz der Stadt Müncheberg keine weiteren Abgaben leisten mussten. Erst im Schossregister von 1541 wurden Abgaben in Höhe von 28 Rheinischen Gulden und 21 Groschen Landsteuer genannt. Im Jahr 1574 waren die sieben wüsten Kossätenhöfe mittlerweile besetzt und auf neun Kossäten angewachsen, während der Lehnschulze nach wie vor sechs Hufen bewirtschaftete.

### 17. und 18. Jahrhundert

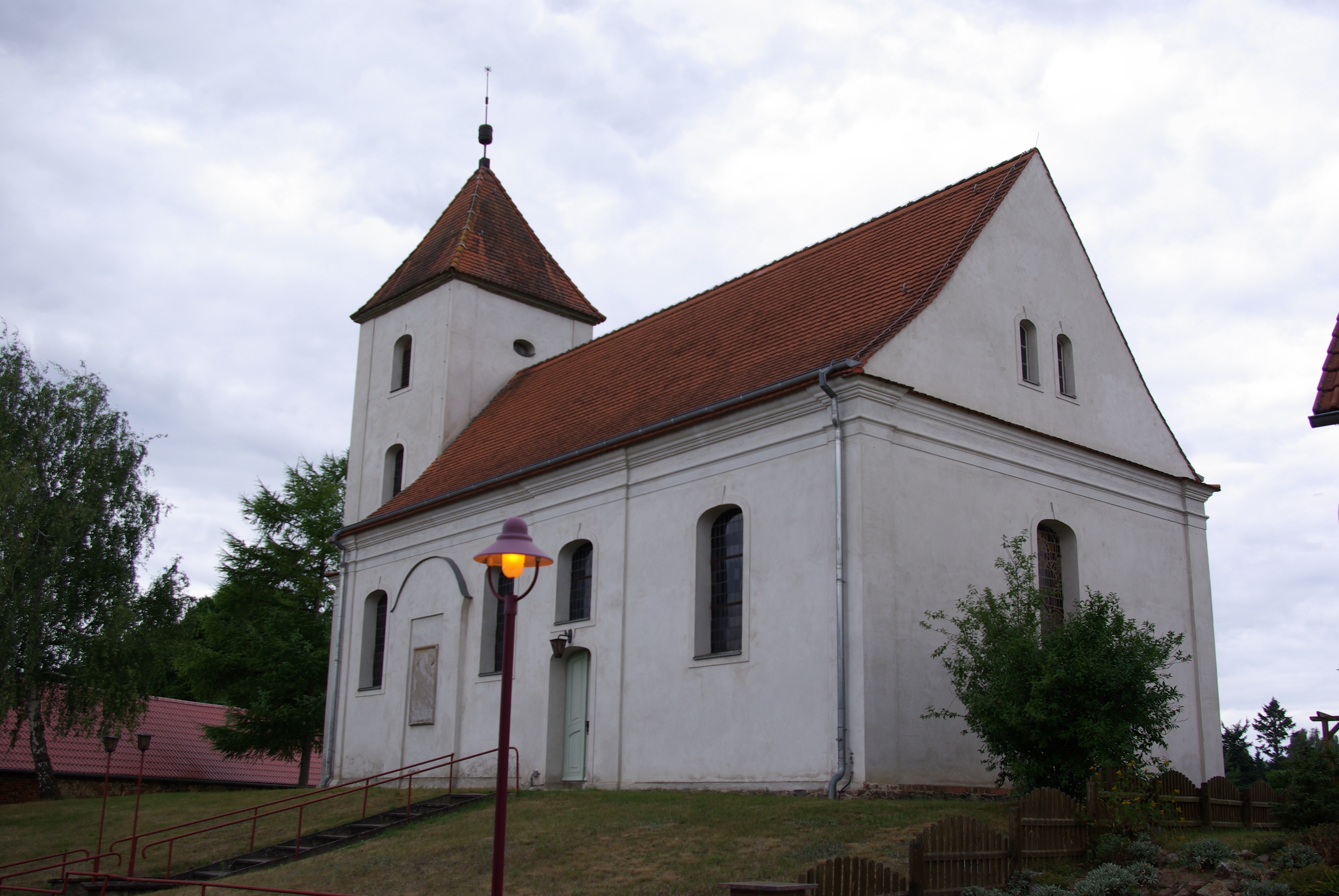
Dorfkirche Hoppegarten von 1714

Das Schoßkataster der Mittelmark von 1624 verzeichnete für Hoppegarten einen Hufner, neun Kossäten (darunter der Müller mit einem Rad), einen Hirten sowie einen Müller von Dahmsdorf. Ausweislich der Kreiskontribution von 1654 ging der Dreißigjährige Krieg an Hoppegarten nicht spurlos vorbei: Zwei Kossätenhöfe ohne Häuser waren wüst. Allerdings war die Dorfschulzenstelle mit einem Dreihufner wieder besetzt, ebenso sechs weitere Kossätenhöfe, darunter der Müller; es gab einen Hirten. Für das Jahr 1666 wurden zehn bewohnte Hufen, ein Müller und ein Hirte mit Vieh genannt. Hoppegarten wuchs weiter an und so gab es im Jahr 1687 neben dem Lehnschulzen mit drei Bauernhufen mittlerweile neun Ganzkossäten, von denen einer jedoch noch mit dem Aufbau seines Hofes beschäftigt war. Die bereits erwähnte Mühle wurde mit dem Wassermüller erneut erwähnt.
Die Hufen- und Giebelschossrechnung des Kreises Lebus von 1711 führte für das Dorf einen Hufner, neun Kossäten, drei Paar Hausleute sowie einen Hirten mit Vieh auf. Die Bewohner zahlten für drei Hufen je sieben Groschen Abgaben. Im Jahr 1714 kam es zu einem Neubau der Dorfkirche. Dem Pfarrer standen ein Jahr später nach wie vor vier Hufen zu. Er erhielt aus der Mühle eine Pacht von zwei Wispel sowie 18 Scheffel von der Gemeinde. Dem Küster standen jährlich neun Scheffel Roggen zu. Er erhielt weiterhin aus jedem Haushalt ein Scheffel Hopfen sowie von jedem Wirt zwei Fuder Holz. Im Jahr 1734 waren es neun Kossäten, drei Büdner, drei Hausleute, ein Fischer, ein Müller, ein Schäfer und ein Hirte. Im Dorf lebten weiterhin 17 Frauen mit elf minderjährigen Söhnen und sieben minderjährigen Töchtern sowie 16 Söhne und 20 Töchter, die jünger als zehn Jahre waren. Ihnen standen acht Knechte und vier Mägde zur Seite. Die Spezifikation der Dörfer und Städte der Kurmark von 1475 führt für das Dorf den Lehnschulzen, 14 Kossäten und eine Wassermühle mit einem Gang auf, während die Beschreibung sämtlicher Städte und Dörfer der Kurmark von 1772 für Hoppegarten einen Freischulz, 15 Kossäten und Büdner sowie einen Müller aufführte. Im Jahr 1786 erhielt der Dorfschulze das Gut mit einer Größe von sechs Hufen vom Magistrat der Stadt Müncheberg als Lehen. Die zehn Kossäten bewirtschafteten zusammen mittlerweile zwölf Hufen, hinzu kamen vier Pfarrhufen und eine Kirchhufe. Hoppegarten war somit in Summe auf 23 Hufen angewachsen. Auf dieser Fläche brachten die Bauern auf jeder Hufe vier Scheffel Aussaat aus und ernteten auf 40 Morgen (Mg) Wiesenwachs. Erstmals erschien ein Krug sowie drei Kietzer, die jedoch keinen Acker besaßen.

### 19. Jahrhundert
Das Ortschaftsverzeichnis von Bratring führte für das Jahr 1801 den Lehnschulzen, zehn Ganzkossäten, 13 Büdner, zehn Einlieger, einen Fischer, einen Krug, eine Wassermühle und zwei Förster auf. Im Dorf wurden 30 Feuerstellen (=Haushalte) betrieben, während es im Jahr 1818 nur noch 22 Feuerstellen waren. Die Aufnahme der Statistischen Tabellen des Kreises Lebus aus dem Jahr 1825 führt für das Dorf einen Halbbauern, zehn Ganzkossäten, drei Halbkossäten, sechs Büdner und 27 Einlieger auf. Es gab ein Forsthaus, einen Krug sowie eine einzeln liegende Wassermühle. Aus der Gewerbetabelle des Lebuser Kreises von 1831 wird ersichtlich, dass sich mittlerweile einige Handwerker im Ort niedergelassen hatten. Die Tabelle führt einen Schuhmacher, einen Schneider und einen Schmied auf. Es gab zwei Wasser- und eine Windmühle, einen Viktualienhändler, zwei Gasthöfe, einen Krug und einen Schankwirt sowie 17 männliche und elf weibliche Dienstboten. Durch die Preußischen Reformen wurde auch in Hoppegarten das Guts- und Bauernland getrennt und die sogenannten spannfähigen Bauern wurden Eigentümer des Bodens. In Hoppegarten gab es im Jahr 1859 insgesamt 18 dieser spannfähigen bäuerlichen Nahrungen, die zusammen 3119 Morgen bewirtschafteten. Daneben gab es ebenso 18 nichtspannfähige bäuerliche Besitzungen, die zwischen einem und 17 Morgen groß waren (zusammen 162 Mg). Zum Dorf gehörte im Jahr 1860 das Vorwerk Bienenwerder, das Etablissement Heidekrug, sowie die Etablissements Neubodengrün und Wildermann. Hoppegarten war im Jahr 1862/1863 insgesamt 3265,2 Mg groß, darunter 932,9 Mg Acker, 53,4 Mg Gärten, 161,2 Mg Wiese, 1685,7 Mg Weide, 314 Mg Wald, 91,1 Mg Wege, 12,7 Mg Flüsse und Bäche sowie 13,2 Mg Hofräume.  Es bestand im Jahr 1864 aus dem Dorf mit zwei Wassermühlen, drei ausgebauten Gehöften (dem Kossäten und zwei Büdnern) sowie einem Etablissement. Im Dorf standen drei gewerblich genutzte Gebäude, 39 Wohngebäude und 77 steuerfreie Gebäude. Im Jahr 1871 gab es neben dem Dorf die Wohnplätze Etablissement Bienenwerder, Heidekrug, Neubodengrün, Forsthaus Vorheide sowie im Jahr 1880 das Vorwerk Bienenwerder, Gast- und Chausseehaus Neubodengrün, Gasthof zum Wilden Mann und Heidekrug. Durch weitere Veränderungen ergaben sich daraus bis 1885 die Wohnplätze Bienenwerder, Heidekrug, Neubodengrün und Wildermann, ab 1895 auch der Wohnplatz Schmale Heide.

### 20. und 21. Jahrhundert

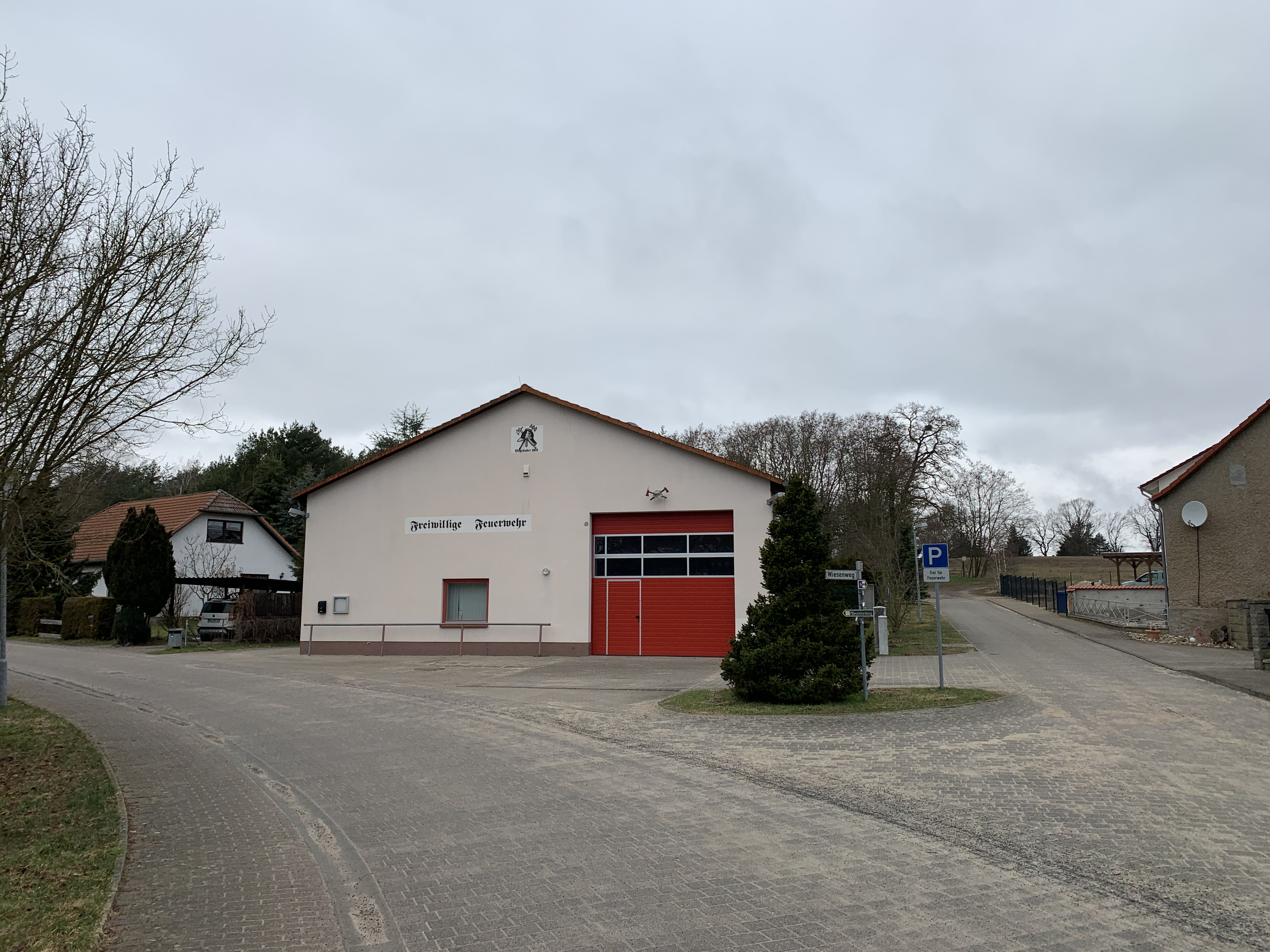
Gebäude der Freiwilligen Feuerwehr

Zur Jahrhundertwende standen im 834 Hektar großen Dorf 50 Häuser sowie eine Getreidemühle. Im Jahr 1912 wurde der geodätische Höhenbezugspunkt des deutschen Haupthöhennetzes von der damaligen Berliner Sternwarte (Normalhöhenpunkt 1879) nach Hoppegarten verlegt (Normalhöhenpunkt 1912), nachdem 1908 der Abbruch der Berliner Sternwarte beschlossen wurde. Der Normalhöhenpunkt besteht aus insgesamt elf unterirdischen Festlegungen aus schlesischem Granit mit eingelassenen Messpunkten, die jeweils mehrere Kilometer auseinander liegen und so eine sogenannte Punktgruppe bilden. Das deutsche Haupthöhennetz von 1912 (DHHN12) bezog sich auf Normalnull. Der Normalhöhenpunkt 1912 hat auch heute noch eine Bedeutung als geodätischer Referenzpunkt. Der Gebäudebestand wuchs auf 65 Wohnhäuser mit 96 Haushaltungen im Jahr 1931 an. Im genannten Jahr wurde Hoppegarten Landgemeinde mit den Wohnplätzen Bienenwerder und den Gasthäusern Heidekrug, Neubodengrün und Wildermann. Im Jahr 1939 gab es einen land- und forstwirtschaftlichen Betrieb, der größer als 100 Hektar war. Elf Betriebe waren zwischen 20 und 100 Hektar, zehn zwischen 10 und 20 Hektar, weitere zehn zwischen 5 und 10 Hektar sowie 29 Betriebe zwischen 0,5 und 5 Hektar groß.
Nach dem Zweiten Weltkrieg wurden 145 Hektar Fläche enteignet: 18 Hektar Acker, 50 Hektar Wiese, 76 Hektar Wald und 1 Hektar weitere Fläche. Im Jahr 1957 gründete sich eine LPG Typ I, die zwei Jahre später an die LPG Typ III Eggersdorf bei Müncheberg angeschlossen wurde. Ein Jahr später gründete sich eine neue LPG Typ I mit neun Mitgliedern und 87 Hektar Fläche, die noch im selben Jahr ebenfalls an die LPG Typ III in Eggersdorf bei Müncheberg angeschlossen wurde. Im Jahr 1977 bestanden im Dorf der VEB Düngestoffe Torfgrube Hoppegarten, die Oberförsterei Müncheberg Massenbedarfsgüter Hoppegarten sowie der VEB Zuschlagsstoffe Frankfurt (Oder) Betriebsteil Hoppegarten.
Die Gemeinde Hoppegarten verlor am 31. März 2002 durch Eingemeindung in die Stadt Müncheberg ihre politische Selbstständigkeit.

### Bevölkerungsentwicklung
(Quelle: genealogy.net)
| Jahr          | 1875 | 1890 | 1910 | 1925 | 1933 | 1946 | 1993 | 1994 | 1995 | 1996 | 1997 | 1998 | 1999 | 2000 | 2001 | 2006 |
| Einwohnerzahl | 407  | 413  | 384  | 368  | 382  | 306  | 247  | 249  | 250  | 256  | 270  | 275  | 270  | 277  | 277  | 272  |

## Kultur und Sehenswürdigkeiten

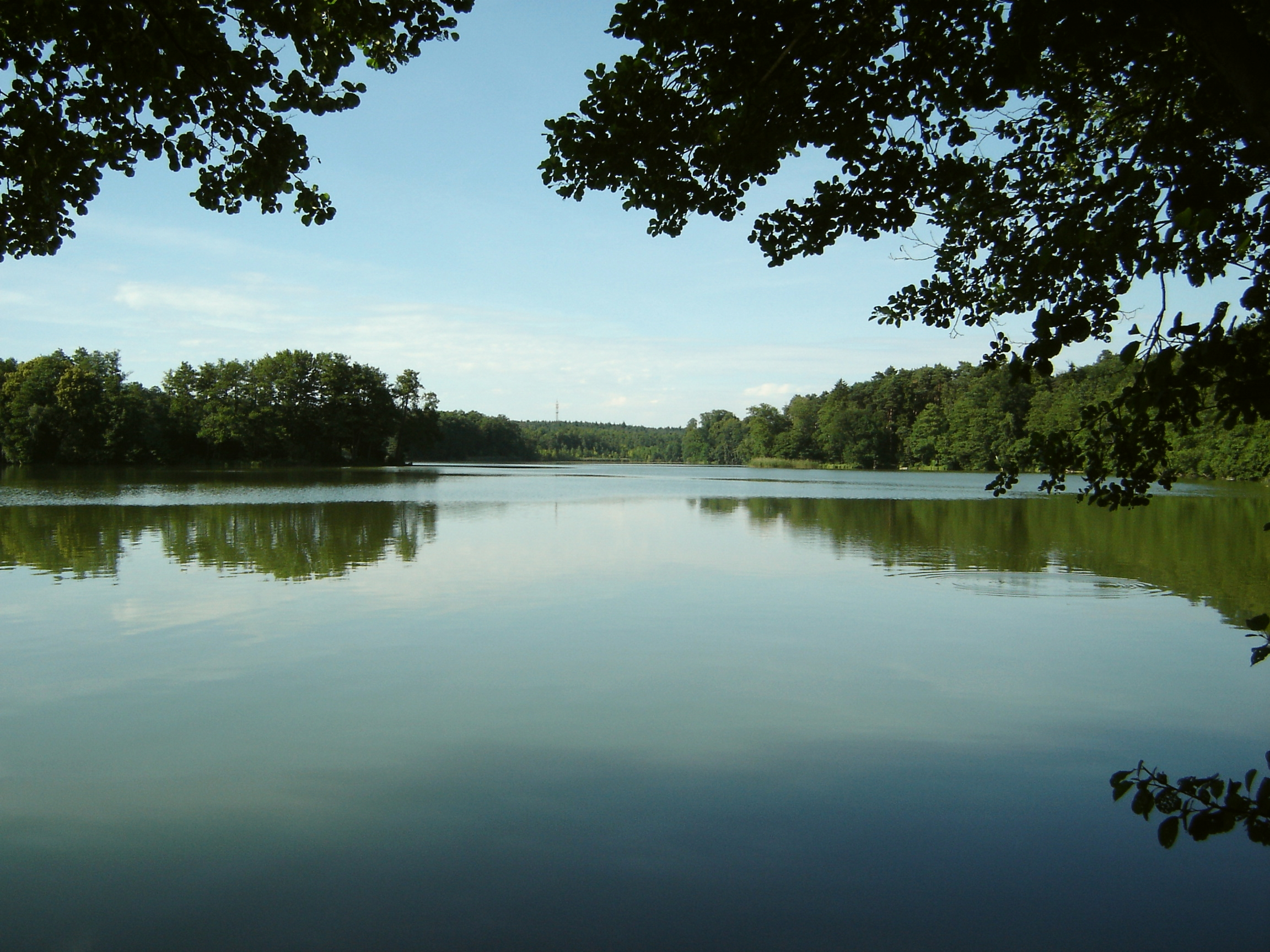
Maxsee

- Die Dorfkirche Hoppegarten wurde im Jahr 1714 erbaut. Es ist ein Saalbau mit verputzter Fassade, die Fassade ist im Stil des Barocks gegliedert. Die Kirche hat ein Satteldach, der Westturm ein Pyramidendach. Im Inneren befindet sich eine Putzdecke und Emporen an der westlichen und nördlichen Seite der Kirche. Der Kanzelaltar wurde 1733 erstellt. Auf dem Kanzelkorb sind Gemälde Christi und die Evangelisten dargestellt. In der Predella des Kanzelaltars befindet sich eine Abendmahlsdarstellung.[5]
- Der Maxsee ist ein maximal vier Meter tiefer polymiktischer Flachsee mit einer Größe von 68 Hektar. Er wird im Südwesten vom Mühlenfließ entwässert, das sich nach kurzem Lauf durch ein ausgedehntes Sumpfgebiet mit dem Stobberbach zur Löcknitz vereinigt.[6]